# Беркуц
Беркуц (рум. Bărcuț) — село у повіті Брашов в Румунії. Входить до складу комуни Шоарш.
Село розташоване на відстані 196 км на північний захід від Бухареста, 65 км на північний захід від Брашова, 133 км на південний схід від Клуж-Напоки.

## Населення
За даними перепису населення 2002 року у селі проживала 381 особа.
Національний склад населення села:
| Національність | Кількість осіб | Відсоток |
| -------------- | -------------- | -------- |
| румуни         | 293            | 76,9%    |
| цигани         | 73             | 19,2%    |
| німці          | 13             | 3,4%     |

Рідною мовою назвали:
| Мова      | Кількість осіб | Відсоток |
| --------- | -------------- | -------- |
| румунська | 370            | 97,1%    |
| німецька  | 9              | 2,4%     |